# Ora Antonia Ivanišević
Ora Antonia Ivanišević (Dubrovnik, 18. siječnja 2001.) hrvatska je manekenka.

## Biografija
Ivanišević je rođena i odrasla u Dubrovniku. Studentica je menadžmenta u turizmu na Tehnološkom institutu Rochester u Dubrovniku. Ivanišević tečno govori hrvatski, engleski i ruski jezik.
Bila je profesionalna odbojkašica 12 godina i radi kao volonterka u udruzi Down Syndrome u Hrvatskoj.

## Natjecanje u ljepoti
Godine 2021. sudjelovala je u izboru ljepote Miss Universe Hrvatska, na kojem je 14. srpnja 2021. i pobijedila. Predstavila je Hrvatsku na izboru za Miss Universe 2021. u Izraelu.

## Vanjske poveznice
- Ora Ivanišević na Instagramu